# Shyok
Der Shyok ist ein etwa 550 km langer Nebenfluss des Indus in Ladakh (Indien) und in Gilgit-Baltistan (Pakistan).
Seine Quelle liegt auf der Ostseite des Karakorum-Gebirges in Indien nahe der Grenze zu China. Dort entspringt er aus dem Rimogletscher unterhalb des Rimo I in einer Höhe von 6983 m. Kurz nach der Quelle erhält er einen von der chinesischen Seite zulaufenden Zufluss, der länger ist als er selbst. Er fließt auf der indischen Seite in einem V-förmigen Bogen zuerst in südöstlicher und dann in westlicher Richtung. Im ersten Abschnitt des Bogens erhält er weitere Zuflüsse von der chinesischen Seite. Der bedeutendste Zufluss ist der Chang-Chen-Mo, der kurz vor der Spitze des V-Bogens in ihn mündet. Im zweiten Abschnitt des V-Bogens mündet der Nubra in den Shyok, mit dem er zusammen ein breites Hochtal (Nubra-Tal) bildet, das weit aufgefächert durchflossen wird. Später verengt sich der Shyok und verläuft in etwa parallel zum südlich gelegenen Indus, in welchen er bei Keris in Pakistan mündet.
Das Hochtal des Shyok ist bis auf die unmittelbaren Flussränder weitgehend vegetationslos und trocken. Eine Ausnahme bilden jedoch Siedlungsgebiete, in denen Ackerbau und Landwirtschaft betrieben wird und die über künstlich angelegte Vegetation verfügen.

## Zuflüsse
- Nubra
- Chus
- Galiwan
- Chipshap
- Chang-Chen-Mo
- Long Konma
- Thalle
- Hushe
- Kondus